# Mary Bardová
Mary Bard Jensen (psala jako Mary Bard, 21. listopadu 1904 Butte, Montana – 29. listopadu 1970) byla americká spisovatelka, nejstarší z pěti dětí důlního inženýra Darsieho Campella Barda (1878–1920) a jeho ženy Elsie Thalimer, rozené Sandersonové (1878–1957). Rodiče měli holandské a irské předky. Její mladší sestrou byla spisovatelka Betty MacDonaldová (1907–1958).
Rodina se kvůli otcově profesi často stěhovala, Mary často střídala nejprve školy a později povolání. V roce 1934 se vdala za patologa Clyda R. Jensena. Psala převážně humorné a dívčí romány, někdy s autobiografickými rysy, které vyšly ve vícero jazycích včetně češtiny.

## Knihy
- The Doctor Wears Three Faces (první vydání 1949, česky vyšlo jako Slasti a strasti života s doktorem v roce 2000), zfilmováno jako komedie Mother Didn't Tell Me (1950), v níž hráli mimo jiné Dorothy McGuire a William Lundigan
- Forty Odd (první vydání 1952, česky vyšlo jako Čtyřicítka - no a co? v roce 1999)
- Best Friends (česky vyšlo jako Nejlepší přítelkyně v roce 2000, první díl série dívčích románů o Zuzi a Koko)
  - Best Friends in Summer (česky vyšlo jako Nejlepší přítelkyně v létě v roce 2000)
  - Best Friends at school (česky vyšlo jako Nejlepší přítelkyně ve škole v roce 2001)
- Just be yourself (první vydání 1956, česky vyšlo jako Buď sama sebou v roce 2000)